# Шлиссельбургский проспект
Шлиссельбу́ргский проспект — проспект в Невском районе Санкт-Петербурга. Магистраль в исторических районах Рыбацкое и Усть-Славянка. Проходит от проспекта Обуховской Обороны до Советского проспекта. Параллелен Рыбацкому проспекту и Караваевской улице. Пересекает реку Славянку по Славянскому мосту.

## История
Современное название проспект получил 23 февраля 1987 года в честь Шлиссельбургской крепости. C 1896 года до 1920-х годов он назывался Задней улицей по его положению в селе Рыбацкое. С 1920-х годов до 1987 года носил название проспект Володарского в память о В. Володарском — деятеле российского революционного движения, участнике Октябрьской революции, убитом в 1918 году в районе Невской заставы.

## Пересечения
С запада на восток (по увеличению нумерации домов) Шлиссельбургский проспект пересекают следующие улицы:
- проспект Обуховской Обороны — Шлиссельбургский проспект примыкает к нему;
- улица Дмитрия Устинова — пересечение;
- Прибрежная улица — пересечение;
- переулок Слепушкина — примыкание;
- Советский проспект — Шлиссельбургский проспект примыкает к нему.

## Транспорт

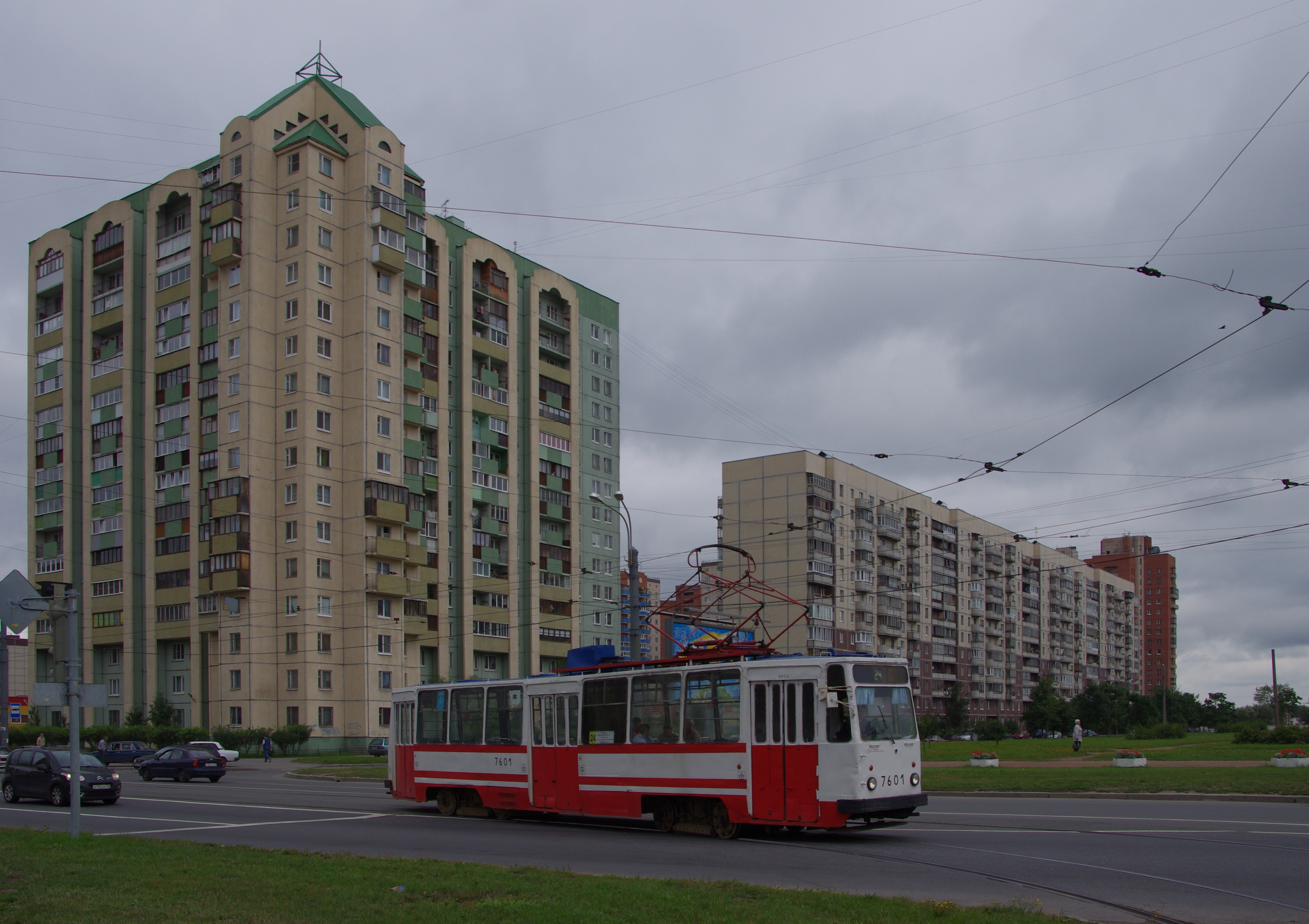
У пересечения Шлиссельбургского проспекта с Прибрежной улицей

Ближайшая к Шлиссельбургскому проспекту станция метро — «Рыбацкое» 3-й (Невско-Василеостровской) линии (около 700 м по Прибрежной улице).
По участку Шлиссельбургского проспекта от проспекта Обуховской Обороны до Прибрежной улицы проходит трамвайная линия (маршруты № 24 и 27). По проспекту проходят маршруты городских социальных автобусов (№ 53, 97, 115, 115А, 189, 327 и 328), а также маршруты пригородных социальных (№ 440 и 682) и коммерческих автобусов (маршруты № К-440А и К-682А).
На расстоянии около 650 м от Шлиссельбургского проспекта по Прибрежной улице находится железнодорожная станция Рыбацкое.

## Общественно значимые объекты
- супермаркет «Пятёрочка» — дом 6;
- торговый комплекс «Эврика» — дом 3—7;
- детский сад № 129 — дом 8, корпус 3;
- школа № 570 — дом 10;
- супермаркет «Перекрёсток» — дом 17, корпус 1, литера А;
- детский сад № 142 — дом 23, корпус 2;
- поликлиника № 77 (у пересечения с улицей Дмитрия Устинова) — дом 25, корпус 1;
- детский сад № 126 — дом 31, корпус 2;
- супермаркет «Пятёрочка» — дом 20, корпус 1;
- школа № 574 — дом 24, корпус 2;
- супермаркет «Пятёрочка» — дом 26, корпус 1;
- детский сад № 121 — дом 39, корпус 2;
- школа № 348 — дом 43.